# 측랑

측랑(3랑식)

측랑(側廊, Aisle)은 교회(성당) 건축에서 신랑 양옆에 줄지어 늘어선 기둥의 밖 혹은 옆에 있는 복도를 의미한다. 소규모 교회(성당)는 신랑과 양옆 측랑, 3랑으로 구성되며 규모가 큰 성당은 5랑으로 건설되는 경우가 많다.

## 같이 보기
- 신랑
- 익랑
- 교차랑
- 주보랑
- 제실
- 내진
- 후진
- 배랑